# Rio Uraricoera

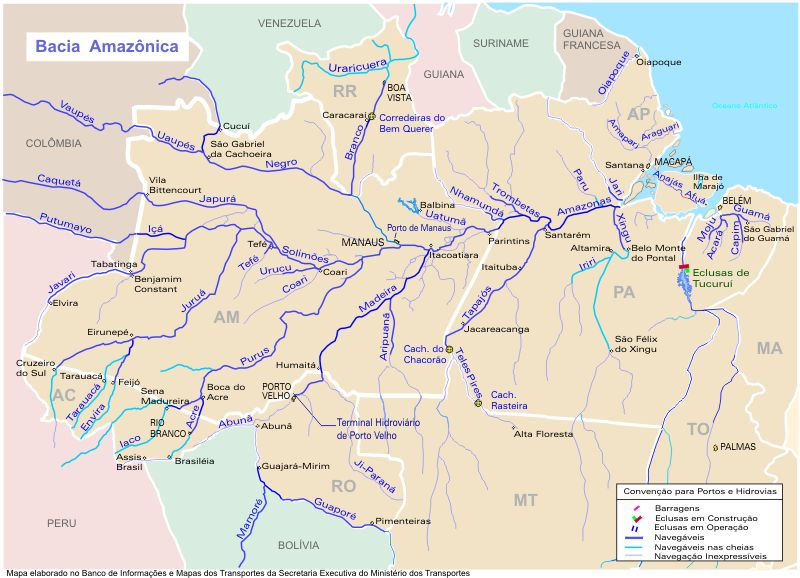
Região hidrográfica do Amazonas

O rio Uraricoera é o mais extenso rio brasileiro do estado de Roraima, com cerca de 870 quilômetros. A sua confluência com o rio Tacutu forma o rio Branco, principal rio do estado.
Uraricoera deriva de dialetos indígenas locais, onde urari representa um veneno de efeito paralisante usado por certas tribos e coera significa velho. Com efeito, "rio do Veneno Velho".

## Curso do rio
Extremamente encachoeirado, o Uraricoera tem sua nascente na Serra de Pacaraima, divisor de águas entre as bacias hidrográficas amazônica e do Orinoco. Esta região faz parte da reserva indígena Yanomami. Em seu médio curso divide-se em braços originando a enorme ilha de Maracá, onde foi instalada uma estação ecológica do Instituto Brasileiro do Meio Ambiente e dos Recursos Naturais Renováveis (IBAMA); pouco após, o rio é cruzado pela Ponte Sebastião Diniz, na BR-174.
Aimberê Freitas (p. 23) ressalta que "alguns técnicos defendem a ideia de que o Uraricoera é, na verdade, [um prolongamento do] o rio Branco com outro nome". Aceitando-se esta proposta, o sistema Uraricoera-Branco totalizaria 1 430 quilômetros de extensão.